# Trypanaeus volvulus
Trypanaeus volvulus är en skalbaggsart som beskrevs av Wilhelm Ferdinand Erichson 1834. Trypanaeus volvulus ingår i släktet Trypanaeus och familjen stumpbaggar. Inga underarter finns listade i Catalogue of Life.